# Лях, Андрей Георгиевич
Андрей Георгиевич Лях — российский писатель-фантаст, переводчик. Хотя произведения Ляха редко привлекали внимание критиков, тем не менее, они высоко ценятся как отдельными критиками, так и коллегами-писателями.

## Книги

### Романы
- Реквием по пилоту (2000)
- Истинная история дюны (2006)
- В направлении Окна (2006)
- Челтенхэм (2019)[1]

### Циклы произведений
Синельников
- Синельников на том свете (2005)
- Синельников и ремонт (2006)
- Нечаянные встречи Синельникова (2007)
- Синельников и холодильник (2008)
- Синельников и старый майор (2010)

### Рассказы
- Железный хромец

## Критика
Критик Василий Владимирский называет Ляха «загадочным персонажем отечественного фэндома», который не посещает конвенты фантастики и не встречается с читателями. В рецензии на сборник Ляха «Истинная история Дюны» Владимирский отмечает умение писателя изобразить психологию персонажа.
Критик Николай Караев задаётся вопросом о причинах малоизвестности Ляха, несмотря на то, что его высоко ценят такие писатели, как Шамиль Идиатуллин и Сергей Жарковский. В связи с романом «Челтенхэм» Караев вспоминает такие произведения, как «Хроники Амбера» Роджера Желязны и «Дом, в котором...» Мариам Петросян.
Писательница Мария Галина включает Ляха (наряду с Андреем Хуснутдиновым, Сергеем Жарковским, Владимиром Покровским, Кириллом Еськовым) в ряд писателей, которых она называет «обитателями сумеречной зоны» между фантастикой и «мейнстримом».
Противоречивы отзывы членов жюри премии «Новые горизонты» на роман «Челтенхэм»: критик Валерий Иванченко считает Ляха небеспомощным писателем, который нарушает правила беллетристики, главный редактор журнала «Новый мир» Андрей Василевский отмечает плохой язык автора, футуролог Константин Фрумкин признаёт, что за творчеством Ляха «придётся следить», писатель Шамиль Идиатуллин называет Ляха «более-менее гений».

## Премии и номинации
- 2001 — «Интерпресскон», премия «Дебютная книга» за книгу «Реквием по пилоту»[6].
- 2018 — «Новые горизонты» за роман «Челтенхэм».

## Переводы
Участвовал в РОСМЭНовском переводе «Гарри Поттера» («Гарри Поттер и Кубок огня»).